# Matheus Bueno
Matheus Bueno Batista (Curitiba, 30 luglio 1998) è un calciatore brasiliano, centrocampista dello Shimizu S-Pulse.

## Caratteristiche tecniche
È un centrocampista offensivo.

## Carriera
Cresciuto nel settore giovanile del Coritiba, ha esordito in prima squadra il 4 marzo 2018 disputando l'incontro del Campionato Paranaense perso 3-0 contro il Maringá.